# Стадион Брихидо Иријарте
Стадион Брихидо Иријарте (порт. Estadio Brígido Iriarte), је вишенаменски стадион у Каракасу, Венецуела. Највише се користи за фудбалске утакмице и домаћи је стадион тимова венецуеланске прве лиге, Атлетико Венецуела и Метрополитанос, као и друголигаша Естудијантес де Каракас. Стадион прима 10.000 гледалаца.
Стадион је био комплетно реновиран 2007. године

## Историја стадиона
Стадион је отворен 1936. године под именом стадион Насионал Ел Параисо (шп. Estadio Nacional El Paraíso). Реновиран је 2007. године по цени од 4 милиона долара. Стадион је 2008. био домаћин првог Светског првенства глувонемих у атлетици.
У децембру 2010. године, након дуготрајних пљускова који су погодили Каракас, стадион је служио као привремено уточиште за стотине бескућника.